# Test pierwszości Solovaya-Strassena
Test Solovaya-Strassena – test pierwszości opracowany przez Roberta M. Solovaya i Volkera Strassena. Jest to test probabilistyczny, który określa czy dana liczba jest liczbą złożoną, czy prawdopodobnie pierwszą. W większości zastosowań test ten został wyparty przez test Millera-Rabina, lecz ma wysoki historyczny wkład w pokazaniu praktycznego wykorzystania RSA.

## Podstawa testu
Euler udowodnił, że dla liczby pierwszej {\displaystyle p} oraz dowolnej liczby naturalnej {\displaystyle a} względnie pierwszej z {\displaystyle p,}
{\displaystyle a^{(p-1)/2}\equiv \left({\frac {a}{p}}\right)\ (\operatorname {mod} \,p),}
gdzie {\displaystyle \left({\frac {a}{p}}\right)} to symbol Legendre’a.
Symbol Legendre’a można uogólnić do symbolu Jacobiego {\displaystyle \left({\frac {a}{n}}\right),} (gdzie {\displaystyle n} może być dowolną liczbą nieparzystą) i można badać czy kongruencja
{\displaystyle a^{(n-1)/2}\equiv \left({\frac {a}{n}}\right)\ (\operatorname {mod} \,n)}
jest spełniona dla różnych wartości {\displaystyle a.} Jeżeli {\displaystyle n} jest liczbą pierwszą, to powyższa kongruencja jest prawdziwa dla każdej wartości {\displaystyle a.}
Oznacza to, że {\displaystyle a} jest świadkiem Eulera dla złożoności liczby {\displaystyle n} jeśli:
{\displaystyle a^{(n-1)/2}\not \equiv \left({\frac {a}{n}}\right)\ (\operatorname {mod} \,n)}
Należy wybierać wartości {\displaystyle a} losowo i sprawdzać czy liczba ta jest świadkiem Eulera dla {\displaystyle n.} Jeśli zostanie znaleziony taki świadek Eulera, czyli takie {\displaystyle a,} które nie spełnia kongruencji, to oznacza, że {\displaystyle n} nie jest liczbą pierwszą (ale to nie mówi nic o nietrywialnym rozkładzie liczby {\displaystyle n}).
Użyteczność tego testu wynika z faktu, że dla każdej nieparzystej liczby złożonej {\displaystyle n} przynajmniej połowa ze wszystkich
{\displaystyle a\in (\mathbb {Z} /n\mathbb {Z} )^{*}}
jest świadkami Eulera. Dlatego też nie ma nieparzystej liczby złożonej {\displaystyle n} bez dużej ilości świadków złożoności, w przeciwieństwie do liczb Carmichaela w teście pierwszości Fermata.

## Algorytm i złożoność czasowa
Algorytm można opisać następująco:
Wejście: {\displaystyle n{:}} wartość do testu pierwszości;
{\displaystyle k{:}} parametr określający dokładność testu.
Wyjście: złożona, jeśli n jest liczbą złożoną, w przeciwnym wypadku prawdopodobnie pierwsza;
powtórzyć {\displaystyle k} razy:
wybrać {\displaystyle a} losowo ze zbioru {\displaystyle \{2,3\dots ,n-1\}}
{\displaystyle x\leftarrow \left({\frac {a}{n}}\right),}
jeżeli {\displaystyle x=0} lub {\displaystyle a^{(n-1)/2}\operatorname {mod} n\not =x} wtedy zwróć złożona.
zwróć prawdopodobnie pierwsza.
Używając szybkiego algorytmu potęgowania, czas działania algorytmu Solovaya-Strassena to {\displaystyle \mathrm {O} (k\cdot \log ^{3}n),} gdzie {\displaystyle k} to liczba losowań {\displaystyle a,} natomiast {\displaystyle n} to liczba, której pierwszość jest testowana. (Warto zauważyć, że symbol Jacobiego może być obliczony w czasie {\displaystyle \mathrm {O} ((\log n)^{2})} używając uogólnienia Jacobiego o prawie wzajemności reszt kwadratowych).
Prawdopodobieństwo błędnego wyniku tego algorytmu to {\displaystyle 2^{-k}.} Przy zastosowaniu w kryptografii, jeśli wybierze się dostatecznie duże {\displaystyle k,} np. 100, szansa zajścia pomyłki jest tak mała, że można używać danej liczby jako pierwszej w programach kryptograficznych.